# District Pravoberezjni
District Pravoberezjni (Russisch: Правобере́жный райо́н) is een district in het oosten van de Russische autonome republiek Noord-Ossetië. Het district heeft een oppervlakte van 441,29 vierkante kilometer en een inwonertal van 57.063 in 2010. Het administratieve centrum bevindt zich in Beslan.
Bestuurlijk centrum: Vladikavkaz

Steden: Alagir · Ardon · Beslan · Digora · Mozdok

Districten: Alagirski · Ardonski · Digorski · Irafski · Kirovski · Mozdokski · Pravoberezjni · Prigorodni